# Sisyrinchium chilense
Sisyrinchium chilense Hook. – gatunek miecznicy należący do rodziny kosaćcowatych (Iridaceae Juss.). Występuje naturalnie w Ameryce Południowej.

## Rozmieszczenie geograficzne
Rośnie naturalnie w Ekwadorze, Peru, Boliwii, Chile i Argentynie. 

## Morfologia
ŁodygaPęd kwiatowy wyrasta z cebulastych bulw. Dorasta do 15–45 cm wysokości i 7–22 cm szerokości.
KwiatyMają niebieską lub niebieskofioletową barwę. Kwitnie od późnej zimy do wczesnego lata.

## Biologia i ekologia
Bylina. Występuje w strefie alpejskiej. Preferuje stanowiska dobrze nasłonecznione lub w półcieniu. Najlepiej rośnie na podłożu o odczynie obojętnym lub lekko zasadowym (6,6–7,8 pH).
Kwiaty wabią pszczoły, motyle oraz ptaki. 

## Uprawa
Rozmnażać można poprzez nasiona lub wegetatywnie dzieląc bulwy.